# Вогнівка хрестоцвітна
Вогнівка хрестоцвітна (Evergestis frumentalis) — вид лускокрилих комах родини вогнівок-трав'янок (Crambidae).

## Поширення
Вид поширений від Піренейського півострова через Південну та Центральну Європу та південь Фенноскандії до Середньої Азії та півдня Сибіру.

## Опис
Метелик з розмахом крил 29-35 мм. Вусики прості або слабогребінчасті; хоботок і щелепні щупики добре розвинені. Передні крила подовжено-трикутні або широкі; задні крила коротші передніх, широкі та овальні; в спокої метелики складають крила дахоподібно; малюнок передніх крил типовий для багатьох видів - складається з поперечних ліній біля основи з точками в середині і біля зовнішнього краю; малюнок задніх крил менш чіткий.

## Спосіб життя
Є два покоління за рік. Метелики літають у квітні і серпні. Самиця відкладає до 400 яєць, розміщуючи їх невеликими купками або поодинці на харчовий субстрат. Стадія яйця в залежності від температури триває 3-16 днів. Личинки живляться генеративними орагнами Descourainia sophia, Sisymbrium, Sinapis (включаючи S. arvensis) та Isatis (включаючи I. tinctoria) Личинки другого покоління зимують у коконі в ґрунті.